# Санкт-Петербургский научно-исследовательский институт скорой помощи имени И. И. Джанелидзе
Санкт-Петербургский Научно-исследовательский институт скорой помощи имени И. И. Джанелидзе (СПб НИИ СП им. И. И. Джанелидзе) — научно-медицинское государственное бюджетное учреждение, расположенное в историческом районе Купчино. Один из крупнейших лечебных и научных учреждений России. Институт является передовым научным и лечебным учреждением, оказывает экстренную, неотложную и специализированную медицинскую помощь, располагая мощной клинической базой, опытными научными и врачебными кадрами. Крупнейший многопрофильный и лечебный центр города.

## История
- В 1919 году был основан Центральный госпиталь скорой помощи (частная больница доктора Б. М. Кольмейкера), переименованный в 1925 году в Больницу скорой помощи им. Е. П. Первухина. 1 февраля 1932 года был основан Научно-практический институт скорой помощи, первым директором которого стал М. А. Мессель, а научным руководителем И. И. Джанелидзе, остававшийся на этом посту до самой смерти в 1950 году. Было создано три отделения — неотложной хирургии (175 коек), неотложной терапии (25 коек) и социальной патологии. В 1946 году по инициативе Иустина Ивлиановича Джанелидзе в институте создали ещё одно отделение — ожоговое[2].
- В годы Великой Отечественной войны институт был фактически военным госпиталем. Несмотря на Блокаду, он не прекращал своей деятельности: помимо лечебной работы, занимался и научной работой[3].
- В апреле 1945 года институт получил новый статус и стал называться Ленинградским научно-исследовательским институтом скорой помощи.
- В декабре 1950 года Научно-практическому институту было присвоено имя И. И. Джанелидзе.
- С 1951 года институт начал заниматься изучением острого холецистита и острого панкреатита.
- В 1957 году институт начал заниматься проблемами травматического шока, а в 1959 году в нём появилась анестезиологическая служба.
- В 1982 году в институте была создана первая в стране клиника сочетанной травмы.
- В течение 9 лет с 1977 года по 1986 год велось строительство нового (нынешнего) здания в Купчино, так как в старом (П.С., Большой пр., д. 100) уже не хватало места (всего 250 коек), кроме того оно было чрезвычайно тесным и неудобным, а была необходимость расширения материальной базы, так как институт был головным учреждением по лечению травм и шока во всей стране. В июле-августе 1986 года подразделения института переехали в новое здание.
- Во времена СССР в названии Института было слово «профессора»: «имени профессора И. И. Джанелидзе».
- В 1998 году директором института стал С. Ф. Багненко и была проведена реорганизация: восстановлен закрытый ранее научно-методический отдел скорой помощи и
- В 2000 году основан журнал «Скорая медицинская помощь».
- В 2001 году в Институте создано учебное отделение в составе научно- методического отдела организации скорой помощи.
- В 2002 году был создан Балтийский центр телемедицины, в 2004 году — отдел информационных и телекоммуникационных технологий.
- В 2013 году создан учебный отдел, в состав которого входит учебный центр, отделение аспирантуры, ординатуры и интернатуры.
- С 2015 года в НИИ скорой помощи им. И. И. Джанелидзе для пациентов с поражением центральной нервной системы работает отделение медицинской реабилитации[4][5].

## Директора института
- М. А. Мессель (1932—1934)
- А. Р. Грушкин (1935—1950)
- Е. П. Глинская (1950—1954)
- Д. Н. Фёдоров (1954—1958)
- С. Н. Поликарпов (1958—1961)
- Г. Д. Шушков (1962—1973)
- М. П. Гвоздев (1973—1984)
- М. В. Гринёв (1984—1998)
- С. Ф. Багненко (1998—2012)
- В. Е. Парфёнов, генерал-майор м/с запаса (2012—2020)
- В. А. Мануковский (с 2020)[6].

## Клиники
Отдел организации скорой медицинской помощи и телемедицины (Балтийский центр телемедицины)
- Отделение экстренной медицинской помощи
- Отделение экстренной медицинской помощи (краткосрочного пребывания)
- Отделение телемедицины (Балтийский центр телемедицины)
- Учебный центр

Отдел анестезиологии и реаниматологии
- Отдел эфферентной терапии
- Отделение диализа
- Отделение гравитационной хирургии крови
- Лаборатория клинического питания
- Кабинет переливания крови
- Отделение гипербарической оксигенации

Отдел неотложной психиатрии, наркологии и психореабилитации
- Соматопсихиатрическое отделение

Отдел клинической токсикологии
- Отделение токсикологической реанимации
- Отделения острых отравлений № 1, № 2
- Химико-токсикологическая лаборатория

Отдел сочетанной травмы
- Отделение сочетанной травмы (6 х.о.)
- Противошоковый операционный блок

Отдел термических поражений
- Отделение анестезиологии, реанимации и интенсивной терапии
- Ожоговое отделение № 1
- Ожоговое отделение № 2
- Пластическая и эстетическая хирургия

Отдел травматологии, ортопедии и вертебрологии
- Руководитель д.м.н., профессор И. Г. Беленький
- Травматологическое отделения № 1,
- Травматологическое отделение № 2
- Отдел неотложной хирургии
- 7 хирургическое отделение (отделение общей хирургии)
- 1 хирургическое отделение (отделение хирургической гастроэнтерологии)
- 5 хирургическое отделение (отделение панкреатологии)
- 3 хирургическое отделение (отделение колопроктологии)
- Урологическое отделение
- Отделения гинекологии
- Эндоскопическое отделение

Отдел нейрохирургии
- Нейрохирургическое отделение № 1, 2

Отдел острой цереброваскулярной патологии и неотложной неврологии
- Неврологическое отделение для больных с острыми нарушениями мозгового кровообращения № 1,2
- Отделение АиР № 3 (нейрореанимация). *Палата реанимации и интенсивной терапии
- Отделение медицинской реабилитации

Отдел неотложной сердечно-сосудистой хирургии
- Отделение сосудистой хирургии
- Кардиохирургическое отделение
- Кардиохирургическая реанимация

Отдел хирургических инфекций
- 11 хирургическое отделение (отделение хирургических инфекций)
- Бактериологическая лаборатория

Отдел эндоваскулярной хирургии
- Отделение рентгенохирургических методов диагностики и лечения
- Группа анестезиологии и реаниматологии

Отдел неотложной кардиологии и ревматологии
- Отделение кардиологической реанимации (ОРИТ № 1)
- Отделение неотложной кардиологии № 1
- Кардиологическое отделение
- Отделение неотложной кардиологии № 2

Отдел лучевой диагностики
- Отделение магнитно-резонансной томографии
- Отделение радиоизотопной диагностики
- Рентгенологическое отделение
- Отделение ультразвуковой диагностики

Отдел лабораторной диагностики
- Клинико-диагностическая лаборатория.
- Экспресс-лаборатория
- Лаборатория иммунологии

Отдел трансплантологии и органного донорства
Отделение клинической нейрофизиологии
Отделение функциональной диагностики и ЭКГ
- Кабинет электрокардиографии
- Лаборатория клинической физиологии внешнего дыхания

Отдел патоморфологии и клинической экспертизы
- Патологоанатомическое отделение
- Клинико-экспертное отделение